# Псинашхо
Псинашхо (рос. Псынашхо) — село у Терському районі Кабардино-Балкарії Російської Федерації.
Орган місцевого самоврядування — сільське поселення Арік. Населення становить 53 особи.

## Історія
Згідно із законом від 27 лютого 2005 року органом місцевого самоврядування є сільське поселення Арік.

## Населення
| 2002 | 2010 |
| ---- | ---- |
| 58   | ↘53  |